# Joseph de Jouvancy
Joseph de Jouvancy (París, 14 de septiembre de 1643, Roma, 29 de mayo de 1719) fue un jesuita, escritor e historiador francés.

## Vida
Acabado el noviciado, cursó dos años (1661-1663) de filosofía en el Colegio de Clermont de París y enseñó (1663-1668) en el pequeño colegio de Compiègne. Después, completó su tercer año de filosofía en La Flèche. Estudiada la teología (1669- 1673) en París, enseñó retórica (1673-1675) en Caen y, tras la tercera probación (1675-1676) en Ruan, enseñó de nuevo retórica un año en La Flèche y los siguientes veintidés, en el Colegio de Clermont (Louis-le-Grand desde 1682). En estos años y, más tarde en Roma, promovió activamente los estudios clásicos. Publicó ediciones expurgadas de muchos autores clásicos (como Cicerón, Horacio, Juvenal, Ovidio, Terencio y Demóstenes), acompañadas de traducciones latinas en prosa. También escribió en latín obras de teatro para los colegios y traducciones latinas de vidas de santos jesuitas.
Participó en la responsabilidad de introducir programas de juniorado en las casas de formación. En 1690, la congregación provincial en París reclamó maestros que suscitasen amor por las letras entre los escolares. En 1692, el nuevo provincial Louis Genevray, antiguo profesor de humanidades y retórica, se centró en el mismo problema, pues se veía necesario para la mejora de la enseñanza en los colegios (vix latine, nihil græce). El Prepósito General Tirso González de Santalla animó (1692) a Jouvancy, al aprobar el proyecto. La publicación anónima de Jouvancy, Christianis magistris litterarum de ratione discendi et docendi, inspirado en las obras de Francesco Sacchini, Parænesis y Protrepticon (1625), y en la Institutio oratoria de Quintiliano, fijó el modelo de lo que vendría en llamarse el Juniorado de París. La Congregación General XIV (1696), en su decreto 10, reclamó la revisión de la obra de Jouvancy de 1692, que se convirtió, a la sazón, en el manual oficial para la formación de maestros en la Compañía de Jesús. La revisión romana, Magistris scholarum inferiorum S.J... ex decretis Congregationis Generalis XIV (1703), apareció con los inevitables cambios que exigen una aceptación general. Tan ampliamente se distribuyó, que llegó a confundirse con frecuencia con la Ratio Studiorum. Es evidente que Jouvancy contribuyó a cambiar el carácter de la formación jesuita y que la antigua tradición humanista del latín y griego antiguo por sí mismos se hizo en manos de Jouvancy (por más que él amase el griego y el latín) un poderoso medio para dominar la lengua materna y, en lo sucesivo, se volvió más hacia usos contemporáneos y locales.
Desde su llegada a Roma (1699) hasta su muerte, se le confió escribir la continuación de la historia latina de la Compañía de Jesús. Publicado (1709) un volumen en folio que abarcaba los años 1591-1616, fue condenado (1713) por el Parlamento de París, bajo el pretexto de que exoneraba a Jean Guignard, injustamente condenado (1594) a muerte, a causa del atentado de Jean Châtel contra la vida de Enrique IV. Adversarios de la Compañía de Jesús en Roma lograron también que no se aprobase la sección que se refería a la disputa de los Ritos. Tampoco se publicó la parte relativa al generalato (1615-1645) de Mucio Vitelleschi que se conserva en manuscrito. Giulio Cesare Cordara, sucesor de Jouvancy, incorpora páginas enteras, pero respeta el ruego consignado por Jouvancy en el manuscrito, de que no se mencionase su nombre. En los años siguientes a la publicación del volumen de 1709, redactó un Epitome completo de los volúmenes escritos por sus predecesores Niccolò Orlandini y Sacchini, así como de los suyos propios, para los años 1540-1616 (publicado en 1853). El abundante material que dejó al morir incluye muchas cartas de su correspondencia, de las que algunas se conservan en el Archivum Romanum Societatis Iesu y otras, en el Fondo Gesuitico de la Biblioteca Nacional Central de Roma.

## Obras
- Christianis litterarum magistris de ratione discendi et docendi (París, 1692).
- Orationes (París, 1701).
- Magistris scholarum inferiorum Societatis Jesu de ratione discendi et docendi ex decretis Congregationis Generalis XIV (Florencia, 1703).
- Historiae Societatis Jesu pars quinta. Tomus posterior ab anno Christi MDXCI ad MDCXVI (Roma, 1709).
- Epitome historiae S. J. 4 v. (Gante, 1853).